# Ікушень (Ботошань)
Ікушень, Ікушені (рум. Icușeni) — село у повіті Ботошані в Румунії. Входить до складу комуни Ворона.
Село розташоване на відстані 352 км на північ від Бухареста, 17 км на південь від Ботошань, 89 км на північний захід від Ясс.

## Населення
За даними перепису населення 2002 року у селі проживали 1353 особи, усі — румуни. Усі жителі села рідною мовою назвали румунську.